# Istoria Serbiei Medievale
Istoria medievală a Serbiei începe în secolul V d.Hr. odată cu așezarea slavilor în Balcani și se termină cu ocupația Serbiei de către Imperiul Otoman în 1540 odată cu prăbușirea Despotatului Serbiei.

## Origini și migrația

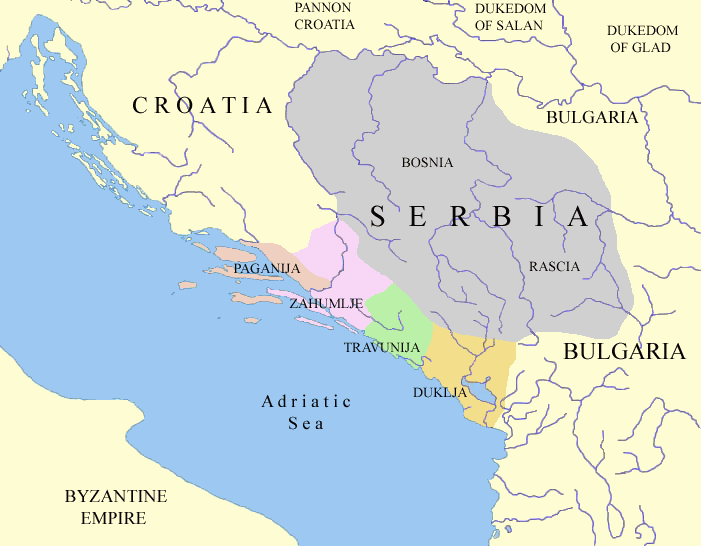
Sârbii în secolul al IX-lea

Conform datelor lui împăratului bizantin Constantin Porfirogenet, care a domnit în perioada secolului X, slavii au migrat din Serbia Albă(actuala Polonie și estul Germaniei) și s-au stabilit inițial în regiunea grecească Salonic. Datorită condițiilor nefavorabile, s-au stabilit într-o zonă mai nordică, într-o regiune care se numea Provincia romană Illyricum. Pe coasta adriatică, sârbii au înființat patru cnezate costale cunoscute ca fiind Neretva, Zahumnlje, Konavle, Travunia și Doclea. Teritoriul se întindea din estul Alpilor Dinarici către nord spre Râul Sava, și cuprindea regiunea Bosniei. A păstrat vechiul nume Serbia numită adesea de către bizantini Serbia Botezată, datorită creștinării acesteia (spre deosebire de păgânii slavi din nordul Europei).
Lucrarea De Administrando Imperio lui Constantin, a atras intense dezbateri academice. Pe de-o parte, unii cercetători consideră a fi adevărată afirmația conform căreia Neretvanii, Zahumnljenii, Konavlenii, Travunienii și bosniacii din sud-est sunt descendenți ai sârbilor care și-au luat numele noului trib și din cauza factorilor geografici și politice au creat o istorie independentă din Rașka, regiunea din Serbia proprie care a devenit sinonimă cu numele Serbia începând din secolul XII. Alții susțin că explicația lui Constantin ar fi fost doar o reflectare a situației politice din timpul domniei lui (de exemplu secolul X - prin care vasalul său Ceaslav Klonimirovici deținea stăpânea diversele teritorii slave la sud de râurile Cetina și Vrbas. În plus, deși este posibil, există puține dovezi arheologice care susțin migrația distantă a slavilor din Serbia Albă, și într-adevăr, puține dovezi susțin că o entitate politică cunoscută sub numele de Serbia Albă, ar fi existat.